# Rademakers (metaalbedrijf)
Rademakers was en is een Nederlandse ijzer- en metaalgieterij en voormalig producent van tandwielen en tandwielkasten, opgericht in Rotterdam en met een belangrijke, nog bestaande (neven)vestiging te Klazienaveen.

## Geschiedenis

### Start
De oorsprong is niet geheel duidelijk. De in Delfshaven gevestigde familie Rademakers was actief in de rederij en het fabriekswezen. In 1850 komt in DeIfshaven de smederij Rademakers en Blommers tot stand. In 1899 richt Adriaan Rademakers in Rotterdam een metaalgieterij annex -draaierij op. Deze ondergaat de eerstkomende jaren diverse uitbreidingen. In 1909 wordt de onderneming omgezet in een nv Rotterdamsche IJzer- en Metaalgieterij v/h A. Rademakers en overgebracht naar de Schaardijk in Kralingseveer. Ook hier volgen spoedig diverse vergrotingen van de fabrieksgebouwen, onder meer met een bankwerkerij in 1913. De nv vergaat het voorspoedig, ze blijft na het overlijden van de oprichter onder leiding van de familie Rademakers. De crisisjaren worden redelijk doorstaan, in 1936 telt het bedrijf een 200 werklieden. In 1942 wordt de naam van de nv Metaalbedrijf Rademakers. 
De bezetting leidt tot roof van de inventaris, maar direct na de bevrijding gaat Rademakers weer crescendo. In 1948 komt in Klazienaveen het eerste deel van een nevenvestiging in gebruik, de kopergieterij, in 1950 gaat het hele bedrijf, een gemechaniseerde gieterij, in bedrijf. 

De jaren ’50 verlopen voorspoedig, in 1959 telt Rotterdam 380 werknemers tegen 170 in Klazienaveen. Maar in de jaren ’60 ontkomt ook Rademakers aan de structurele problemen in de Nederlandse gieterijsector. De personeelsbezetting loopt terug, mede door verdere mechanisatie. In 1963 vallen de eerste ontslagen: na het vertrek van 50 man personeel blijven er 260 werknemers over. De vestiging in Rotterdam is gericht op bijzonder maakwerk als aandrijvingen voor zeer grote telescopen, Klazienaveen op massa-gietwerk. Na een interne crisis besluit de nieuw aangetreden bedrijfsleiding in 1969 tot juridische ontvlechting. Die wordt pas in 1974 effectief. In 1970 wordt de gieterij te Rotterdam (met 60 man personeel; ingericht voor klein hoogwaardig gietwerk) onderdeel van Rotterdamsche Droogdok Maatschappij. In 1974 wordt het moederbedrijf houdstermaatschappij van Rademakers Aandrijvingen te Rotterdam en Rademakers Gieterij te Klazienaveen (met 250 werknemers).

### Apart verder
Maar ook deze zelfstandigheid leidt niet tot een florerend bedrijf: in 1977 wordt de Noordelijke Ontwikkelingsmaatschappij eigenaar van Rademakers Klazienaveen. Die ervaart ook de problemen in de gieterijsector wat onder meer in 1982 tot werktijdverkorting leidt. In 1985 wordt Rademakers onderdeel van de Freedrain Holding en daarbinnen in de TBS Groep, met als thuisbedrijf de gieterij TBS Soest, gespecialiseerd in riolering- en watergeleidingsproducten. In 1995 neemt Ballast Nedam Freedrain inclusief de TBS Groep en Gieterij Rademakers over.
Rademakers Rotterdam wordt na het faillissement eind 1985 begin 1986 met 100 van de 150 werknemers overgenomen door Damen Schelde Naval Shipbuilding om verder te gaan als Schelde-Rademakers. De inpassing in het moederbedrijf valt tegen en in 1994 doet De Schelde het overgebleven bedrijf over aan Stork Gears and Services, waarbij 35 van de 60 banen verloren gaan.